# Sam Lay
Samuel Julián Lay (20 de marzo de 1935 - 29 de enero de 2022) fue un baterista y vocalista estadounidense que actuó desde finales de la década de 1950 como músico de blues y R&B junto a Little Walter, Howlin' Wolf, Paul Butterfield y muchos otros. Fue incluido en el Salón de la Fama del Rock and Roll en 2015.

## Vida y carrera
Nació en Birmingham, Alabama, el 20 de marzo de 1935.    Comenzó su carrera en 1957, como baterista de los Original Thunderbirds. Poco después se convirtió en el baterista del armonicista Little Walter. 
En 1960, se convirtió en el baterista habitual de Muddy Waters y permaneció en la banda de Waters hasta 1966  En ese tiempo también comenzó a grabar y actuar con destacados músicos de blues, incluidos Willie Dixon, Howlin' Wolf, Eddie Taylor, John Lee Hooker, Junior Wells, Bo Diddley, Magic Sam, Jimmy Rogers y Earl Hooker.  Las grabaciones que Lay realizó durante este tiempo, junto con el álbum Fathers and Sons de Waters, grabado en 1969, se consideran entre las obras definitivas de Waters y Wolf.
En 1963, Lay se unió a la Paul Butterfield Blues Band, y grabó y realizó numerosas giras con ellos.  Bob Dylan utilizó a Lay como baterista cuando introdujo el rock eléctrico en el Festival Folk de Newport en 1965. Lay también grabó en la canción de Dylan " Highway 61 Revisited ",  y puede haber proporcionado el silbato de sirena que Dylan usa en la canción.
La batería de Lay se puede escuchar en más de 40 grabaciones para Chess Records, con muchos intérpretes de blues notables. Realizó giras por los principales festivales de blues de Estados Unidos y Europa con Chess Records All-Stars.
A finales de la década de 1980, fue incluido en el Salón de la Fama del Blues, en Memphis. También ha sido incluido en el Salón de la Fama del Jazz, en Los Ángeles, y en el Salón de la Fama del Rock n' Roll, en Cleveland. Fue nominado ocho veces al codiciado premio WC Handy al mejor instrumentista, incluida una nominación en 2005.
Hizo dos álbumes con su propia banda, publicados por Appaloosa Records y Evidence Records, y dos grabaciones para Alligator Records con la Siegel-Schwall Band. Su propio álbum, Sam Lay in Bluesland, lanzado en 1969 por Blue Thumb Records, fue producido por Nick Gravenites. 
Fue nominado en 2000 a un premio Grammy por sus actuaciones en el CD Howlin' Wolf Tribute. Fue honrado por la Academia de la Grabación en enero de 2002 con un Premio Leyendas y Héroes por sus importantes contribuciones musicales. Apareció de manera destacada en el documental de televisión de PBS History of the Blues, transmitido en siete episodios, producido por el director ganador del Premio de la Academia Martin Scorsese. Lay filmó muchas películas caseras de compañeros intérpretes de blues en pequeños lugares de Chicago a finales de los años 1950 y 1960,  partes de las cuales se incluyeron en History of the Blues y la producción televisiva de WTTW Record Row, del cineasta Michael MacAlpin.
En 2009, Lay trabajó junto a Johnnie Marshall.  En 2014, el cineasta John Anderson realizó el largometraje Sam Lay in Bluesland,  un documental que detalla la vida de Lay.
Fue incluido en el Salón de la Fama del Rock and Roll, como miembro de Paul Butterfield Blues Band, en 2015. 
Murió en Chicago el 29 de enero de 2022, a la edad de 86 años.  

## Discografía
Como líder de banda
- Sam Lay in Bluesland (Blue Thumb Records, 1969)

Con Paul Butterfield
- The Paul Butterfield Blues Band (Elektra, 1965)
- What's Shakin' (Elektra, 1966)

Con Carey Bell
- Heartaches and Pain (Delmark, 1977)

Con Bob Dylan
- Highway 61 Revisited (Columbia, 1965)
- The Bootleg Series Vol. 12: The Cutting Edge 1965–1966 (Columbia, 2015)

Con Lightning Hopkins
- Live at Newport (Vanguard, 1965)

Con Howlin' Wolf
- Howlin' Wolf (Chess, 1959–1962)
- The Real Folk Blues (Chess, 1956–1964)

Con Magic Sam
- Magic Sam Live (Delmark, 1969)

Con Muddy Waters
- Fathers and Sons (Chess, 1969)

Con Siegel–Schwall Band
- The Siegel–Schwall Reunion Concert (Alligator, 1988)
- Flash forward (Alligator, 2005)